# TKi3b
TKi3b – parowóz bezogniowy budowany w Zakładach Naprawczych Taboru Kolejowego we Wrocławiu na podwoziu lokomotyw serii TKi3. W latach 1951–1959 powstało 59 egzemplarzy. Parowozy były produkowane na potrzeby przemysłu drzewnego i papierniczego. Czas pracy pomiędzy kolejnymi napełnieniami zasobnika wynosił od 2 do 6 godzin, zależnie od charakteru pracy. Ostatni parowóz TKi3b-48 pracujący w Kopalni Węgla Brunatnego w Koninie, został przekazany do skansenu w Karsznicach, a ostatecznie zasobnik został pocięty, podwozie sprzedane do Niemiec.

## Dane techniczne
- producent – ZNTK Wrocław
- prędkość maksymalna – 50 km/h
- średnica kół napędnych – 1 350 mm
- średnica kół tocznych – 1 000 mm